# Victor Dan Zlătescu
Victor Dan Zlătescu (n. 25 octombrie 1933, București, România – d. 5 noiembrie 2000, București, România) a fost un jurist român, care a deținut funcția de judecător la Curtea Constituțională a României.

## Biografie
Victor Dan Zlătescu s-a născut la data de 25 octombrie 1933 în orașul București. Era fiul cunoscutului avocat Dobre Zlătescu, care a îndeplinit funcția de șef al Contenciosului General al Statului. În anul 1951 a absolvit Liceul Teoretic nr. 8 din București, iar între anii 1951-1956 a urmat Facultatea de Drept a Universității din București, pe care a absolvit-o cu diplomă de merit în anul 1956.
În anul 1952, Victor Dan Zlătescu a fost exclus din Uniunea Tineretului Muncitor (UTM) și din Facultatea de Drept, din cauza unor probleme la "dosar", fiind nevoit să lucreze pe Șantierul Dunăre-Marea Neagră, dar a fost reprimit la facultate, în anul următor, pentru că era șef de promoție. După absolvirea facultății, în anul 1956, a intrat în avocatură, fiind numit stagiar la avocatul Adrian Dumitru-Dobrovici.
A profesat ca avocat până în anul 1962, în cadrul Colegiului de avocați din București, după care a lucrat în Arbitrajul Ministerului Minelor și Energiei Electrice, deținând funcția de consultant arbitral șef. În anul 1964, prin promovarea unui concurs, Victor Dan Zlătescu a fost transferat drept consultant științific la Institutul de Cercetări Juridice al Academiei Române în sectorul de drept civil condus de Mihail Eliescu. Și-a publicat rezultatele cercetărilor în cele două reviste ale Institutului - "Studii și cercetări juridice" și "Revue roumaine des
sciences sociales. Série de sciences juridiques".
În anul 1967, a obținut titlul științific de doctor în drept la Facultatea de Drept din București, cu teza "Contractele de furnizare a energiei electrice și termice". Între anii 1967-1971, el a urmat și cursurile Facultății internaționale de drept comparat de la Strasbourg (Franța), pe care le-a absolvit în anul 1971, obținând Diploma superioară de drept comparat. În anul 1972 a susținut examenele generale de doctorat în drept comparat.
În anul 1969, și-a încheiat activitatea la Institutul de Cercetări Juridice și după o scurtă
trecere pe la Direcția Juridică a Consiliului de Stat (1969-1972), în calitate de consultant de specialitate, Victor Dan Zlătescu a fost încadrat, în anul 1972, în abia reînființatul Consiliu Legislativ (al doilea din istoria țării, care a funcționat în perioada 1971-1989), în funcția de secretar științific.
În cadrul Consiliului Legislativ, a lucrat în funcțiile de consilier, adjunct de șef de secție și șeful Secției a II-a, în care au activat juriști de prestigiu, precum Constantin Bejenaru, Artur Hilsenrad, Valer Dorneanu, Lucian Stângu, Olga Ionescu etc. După plecarea, în anul 1980, a lui Ioan Ceterchi de la conducerea Consiliului Legislativ, Victor Dan Zlătescu a
activat o scurtă perioadă de timp în calitate de locțiitor de președinte. A demisionat în mod voluntar din Consiliul Legislativ, în anul 1982, revenind ca avocat în Colegiul de avocați București, până în anul 1990.
Între anii 1990-1992, a lucrat ca judecător la Curtea Supremă de Justiție. În anul 1992, Victor Dan Zlătescu a fost numit de către Camera Deputaților în demnitatea de judecător al Curții Constituționale a României pentru un mandat de șase ani, care a expirat în anul 1998. El a contribuit la punerea bazelor organizatorice și funcționale ale acestei instituții, precum și la crearea și perfecționarea jurisprudenței Curții Constituționale și la sincronizarea practicii acesteia cu jurisprudența Curții Europene a Drepturilor Omului.
Începând din anul 1990, Victor Dan Zlătescu a predat în calitate de profesor universitar, cursurile de drept civil (partea generală), drept comparat, precum și legistică formală. El și-a început activitatea didactică în calitate de profesor universitar de drept privat la Școala
Națională de Științe Politice și Administrative. A mai predat și la Facultățile de Drept ale
Universității Ecologice din București, Universității Athenaeum, Universității "Spiru Haret" și Universității Româno - Americană. În anul 1998, a devenit profesor cu normă întreagă la Universitatea Ecologică din București - Facultatea de Drept.
El s-a numărat printre fondatorii Uniunii Juriștilor Democrați din România, ocupând funcția
de vicepreședinte. În cadrul Uniunii Juriștilor a înființat Societatea română de drept comparat, al cărui președinte fondator a fost.
Victor Dan Zlătescu a decedat la data de 5 noiembrie 2000 în București, în urma unor afecțiuni cardiace.

## Lucrări publicate
Victor Dan Zlătescu este considerat fondatorul școlii moderne de drept comparat în România. El a îndeplinit funcția de secretar științific și apoi de președinte al Societății române de drept comparat. În anul 1995, a fost ales ca membru asociat al Academiei Internaționale de Drept Comparat de la Paris, membru titular din 2000. Victor Dan Zlătescu este autorul mai multor lucrări de drept comparat, dintre care menționăm următoarele:
- Tratat de drept civil, vol.I (Ed. Academiei, București, 1967) - în colaborare;
- Garanțiile creditorului (Ed. Academiei, București, 1970);
- Cahiers de droit comparé. L'association internationale des étudiants en droit comparé (Strasbourg, 1971);
- La reconnaissance et la mise en oeuvre des droits économiques et sociaux (Bruxelles, CIDC, 1972);
- Studii și cercetări demografice (Buzău, 1974);
- Law and Population Growth in Romania (Bucharest, UNFPA, 1974) - în colaborare;
- Reglementarea legală a organizării și conducerii unităților socialiste de stat (Editura Științifică, București, 1974);
- Romanian Legislation on the Population Growth and its Demographic Effects (Bucharest, UNFA, 1975) - în colaborare;
- Legislația și perfecționarea relațiilor sociale (București, Editura Academiei, 1976) - în colaborare;
- Dreptul românesc contemporan - evoluție și perspective (București, Editura Științifică și Enciclopedică, 1977) - în colaborare;
- Famiglia, diritto, mutamento sociale in Europa (Milano, Edizioni di Comunità, 1979);
- Unitatea economică de stat și personalitatea juridică (București, Editura Științifică și Enciclopedică, 1979);
- Legislația autoconducerii și autogestiunii întreprinderii (București, editată de Revista economică, 1980) - în colaborare;
- Geografie juridică contemporană: Introducere în teoria marilor sisteme de drept (Ed. Științifică și Enciclopedică, București, 1981);
- Legal Aspects of Joint Ventures in Eastern Europe’‘ (Deventer, Editura Kluwer, 1981) - în colaborare;
- Instituții de drept privat. Curs’‘ (București, Școala Națională de Studii Politice și Administrative, 1991);
- Teoria marilor sisteme contemporane de drept. Curs (București, Universitatea Athenaeum, 1992);
- Politică familială și dreptul la planificarea familiei (București, Editura Institutului Român pentru Drepturile Omului, 1992);
- Panorama marilor sisteme contemporane de drept (București, Editura Continent XXI, 1994);
- Drepturile omului în acțiune = Human rights in action (Institutul Român pentru Drepturile Omului, București, 1994) - în colaborare cu Irina Moroianu Zlătescu;
- Lecții de drept civil (Ed. Fundației "România de Mâine", București, 1995);
- Introducere în legistica formală’‘ (București, Editura Rompit, 1995);
- Introducere în legistica formală: tehnica legislativă (București, Editura Oscar Print, 1996);
- Repere pentru o filosofie a drepturilor omului (Institutul Român pentru Drepturile Omului, București, 1996) - în colaborare cu Irina Moroianu Zlătescu;
- Drept privat comparat: teoria generală a comparației drepturilor. Geografia juridică (Ed. Oscar Print, București, 1997);
- Curtea Constituțională a României (București, Editura Regiei Autonome "Monitorul Oficial", 1998);
- Les droits de l'homme. Dimension spirituelle et action civique (București, Institutul Român pentru Drepturile Omului, AIF, 2000) - în colaborare;
- Tratat elementar de drept civil român. Teoria generală, vol.I (București, Casa Editorială Calistrat Hogaș, 2000).

Victor Dan Zlătescu a deținut și alte funcții în diverse asociații juridice, cum ar fi: membru în Consiliul General și președinte al Secției de dreptul familiei al Uniunii Internaționale a Organismelor familiale (Paris); membru al Societății franceze de legislație comparată – (1981, Paris); vicepreședinte al Asociației studenților și foștilor studenți în drept comparat (Strasbourg, 1972-1980); membru al Asociației de Drept Internațional - ILA (Londra); membru al Comisiei de demografie a Academiei Române (1990); președinte fondator al Asociației pentru Națiunile Unite din România (ANUROM) (1991); președinte și fondator al asociației "Family Forum" (1992).